# جاي أوبتايا
جاي أوبتايا (بالإنجليزية: Jai Opetaia) (مواليد 30 يونيو 1995) هو ملاكم أسترالي، مثّل بلاده في الألعاب الأولمبية الصيفية 2012.

## روابط خارجية
جاي أوبتايا على موقع بوكس ريك (الإنجليزية) (registration required)
- جاي أوبتايا على موقع اللجنة الأولمبية الدولية (الإنجليزية)
- جاي أوبتايا على موقع أوليمبيديا (الإنجليزية)
- جاي أوبتايا على موقع اللجنة الأولمبية الأسترالية (الإنجليزية)
- جاي أوبتايا على موقع اتحاد ألعاب الكومنولث (مؤرشف) (الإنجليزية)